# 1972 في فنزويلا
فيما يلي قوائم الأحداث التي وقعت خلال عام 1972 في فنزويلا.

## رياضة
- 1 يناير – الدوري الفنزويلي الممتاز 1972 الفائز ديبورتيفو ميراندا.

## مواليد

### فبراير
- 2 فبراير – خوسيه أوتشوا
- 2 فبراير – ملفين مورا لاعب كرة قاعدة فنزويلي.
- 20 فبراير – روكسانا دياز بورغوس[1]
- 22 فبراير – روبين آبرو

### مارس
- 16 مارس – كارلوس مايا درّاج طريق فنزويلي.

### أبريل
- 18 أبريل – فيليكس خوسيه هرنانديز لاعب كرة قدم فنزويلي.[2]

### مايو
- 13 مايو – خوان كارلوس سوكورو لاعب كرة قدم فنزويلي.[3]

### يوليو
- 11 يوليو – إنريكه كابريليس[4]

### نوفمبر
- 20 نوفمبر – دانيال كاستيلانو
- 21 نوفمبر – أوناي أتشبريا درّاج طريق فنزويلي.

### ديسمبر
- 3 ديسمبر – أدريانا كارمونا لاعبة تايكوندو فنزويلية.

## وفيات

### يوليو
- 5 يوليو – راؤول ليوني (مواليد 1905) محامي فنزويلي.[5]